# Sherif Kallaku
Sherif Kallaku (Fushë-Krujë, 1º marzo 1998) è un calciatore albanese, centrocampista dello Sepsi.

## Carriera

### Club
Cresciuto nei settori giovanili di vari club albanesi, ha anche giocato per un breve periodo in Italia con la Primavera della Cremonese.
Il 5 luglio 2017 è stato acquistato a titolo definitivo dal Laçi, che lo ha integrato nella prima squadra. Ha debuttato nella massima serie albanese il 10 settembre 2017, in occasione della partita in trasferta vinta per 0-2 contro il Partizani Tirana.
Il 1º luglio 2018 passa a titolo definitivo al Teuta, sempre nella massima serie albanese.

#### Lokomotiva Zagabria
Il 10 agosto 2020 viene acquistato a titolo definitivo per 150.000 euro dalla squadra croata della Lokomotiva Zagabria, firmando un contratto quadriennale con scadenza il 30 giugno 2024.

### Nazionale
Ha giocato nelle nazionali giovanili albanesi Under-19 ed Under-21.
Il 3 ottobre 2020 riceve la sua prima convocazione dalla nazionale maggiore per la partita amichevole contro l'Armenia del 7 ottobre 2020 e per le partite valide per la Nations League rispettivamente contro Kazakistan e Lituania del 10 e 14 ottobre 2020.

## Statistiche

### Presenze e reti nei club
Statistiche aggiornate al 28 febbraio 2025.
| Stagione        | Squadra             | Campionato      | Campionato | Campionato | Coppe nazionali | Coppe nazionali | Coppe nazionali | Coppe continentali | Coppe continentali | Coppe continentali | Altre coppe | Altre coppe | Altre coppe | Totale | Totale |
| Stagione        | Squadra             | Comp            | Pres       | Reti       | Comp            | Pres            | Reti            | Comp               | Pres               | Reti               | Comp        | Pres        | Reti        | Pres   | Reti   |
| --------------- | ------------------- | --------------- | ---------- | ---------- | --------------- | --------------- | --------------- | ------------------ | ------------------ | ------------------ | ----------- | ----------- | ----------- | ------ | ------ |
| 2017-2018       | Laçi                | KS              | 27         | 1          | CA              | 6               | 0               | -                  | -                  | -                  | -           | -           | -           | 33     | 1      |
| 2018-2019       | Teuta               | KS              | 33         | 7          | CA              | 5               | 1               | -                  | -                  | -                  | -           | -           | -           | 38     | 8      |
| 2019-2020       | Teuta               | KS              | 32         | 14         | CA              | 7               | 2               | UEL                | 2                  | 1                  | -           | -           | -           | 41     | 17     |
| 2020-2021       | Lokomotiva Zagabria | 1. HNL          | 26         | 2          | CC              | 1               | 0               | UCL+UEL            | 1+1                | 0                  | -           | -           | -           | 29     | 2      |
| 2021-gen. 2022  | Teuta               | KS              | 15         | 1          | CA              | 3               | 1               | UCL+UECL           | 2+4                | 0+1                | SA          | 1           | 0           | 25     | 3      |
| gen.-giu. 2022  | Partizani Tirana    | KS              | 13         | 1          | CA              | 4               | 0               | UECL               | -                  | -                  | -           | -           | -           | 17     | 1      |
| 2022-gen. 2023  | Tirana              | KS              | 15         | 2          | CA              | 0               | 0               | UCL+UECL           | -                  | -                  | SA          | 1           | 0           | 16     | 2      |
| gen.-giu. 2023  | Teuta               | KS              | 20         | 6          | CA              | 5               | 2               | -                  | -                  | -                  | -           | -           | -           | 25     | 8      |
| Totale Teuta    | Totale Teuta        | Totale Teuta    | 100        | 28         |                 | 20              | 6               |                    | 8                  | 2                  |             | 1           | 0           | 129    | 36     |
| 2023-2024       | Sepsi               | L1              | 26         | 4          | CR              | 3               | 0               | UECL               | 1                  | 0                  | SR          | 0           | 0           | 30     | 4      |
| 2024-2025       | Sepsi               | L1              | 23         | 0          | CR              | 2               | 1               | -                  | -                  | -                  | -           | -           | -           | 25     | 1      |
| Totale Sepsi    | Totale Sepsi        | Totale Sepsi    | 49         | 4          |                 | 5               | 1               |                    | 1                  | 0                  |             | 0           | 0           | 55     | 5      |
| Totale carriera | Totale carriera     | Totale carriera | 230        | 38         |                 | 36              | 7               |                    | 11                 | 2                  |             | 2           | 0           | 279    | 47     |

### Cronologia presenze e reti in nazionale
| Cronologia completa delle presenze e delle reti in nazionale ― Albania | Cronologia completa delle presenze e delle reti in nazionale ― Albania | Cronologia completa delle presenze e delle reti in nazionale ― Albania | Cronologia completa delle presenze e delle reti in nazionale ― Albania | Cronologia completa delle presenze e delle reti in nazionale ― Albania | Cronologia completa delle presenze e delle reti in nazionale ― Albania | Cronologia completa delle presenze e delle reti in nazionale ― Albania | Cronologia completa delle presenze e delle reti in nazionale ― Albania |
| Data                                                                   | Città                                                                  | In casa                                                                | Risultato                                                              | Ospiti                                                                 | Competizione                                                           | Reti                                                                   | Note                                                                   |
| ---------------------------------------------------------------------- | ---------------------------------------------------------------------- | ---------------------------------------------------------------------- | ---------------------------------------------------------------------- | ---------------------------------------------------------------------- | ---------------------------------------------------------------------- | ---------------------------------------------------------------------- | ---------------------------------------------------------------------- |
| 11-10-2020                                                             | Almaty                                                                 | Kazakistan                                                             | 0 – 0                                                                  | Albania                                                                | UEFA Nations League 2020-2021 - 1º turno                               | -                                                                      |                                                                        |
| 11-11-2020                                                             | Elbasan                                                                | Albania                                                                | 2 – 1                                                                  | Kosovo                                                                 | Amichevole                                                             | -                                                                      | 65’                                                                    |
| 15-11-2020                                                             | Tirana                                                                 | Albania                                                                | 3 – 1                                                                  | Kazakistan                                                             | UEFA Nations League 2020-2021 - 1º turno                               | -                                                                      | 54’                                                                    |
| 5-6-2021                                                               | Cardiff                                                                | Galles                                                                 | 0 – 0                                                                  | Albania                                                                | Amichevole                                                             | -                                                                      | 76’                                                                    |
| 8-6-2021                                                               | Praga                                                                  | Rep. Ceca                                                              | 3 – 1                                                                  | Albania                                                                | Amichevole                                                             | -                                                                      | 54’                                                                    |
| 26-10-2022                                                             | Abu Dhabi                                                              | Arabia Saudita                                                         | 1 – 1                                                                  | Albania                                                                | Amichevole                                                             | -                                                                      | 46’                                                                    |
| 9-11-2022                                                              | Marbella                                                               | Qatar                                                                  | 1 – 0                                                                  | Albania                                                                | Amichevole                                                             | -                                                                      | cap. 46’                                                               |
| Totale                                                                 |                                                                        | Presenze (288º posto)                                                  | 7                                                                      |                                                                        | Reti                                                                   | 0                                                                      |                                                                        |

| Cronologia completa delle presenze e delle reti in nazionale ― Albania under 21 | Cronologia completa delle presenze e delle reti in nazionale ― Albania under 21 | Cronologia completa delle presenze e delle reti in nazionale ― Albania under 21 | Cronologia completa delle presenze e delle reti in nazionale ― Albania under 21 | Cronologia completa delle presenze e delle reti in nazionale ― Albania under 21 | Cronologia completa delle presenze e delle reti in nazionale ― Albania under 21 | Cronologia completa delle presenze e delle reti in nazionale ― Albania under 21 | Cronologia completa delle presenze e delle reti in nazionale ― Albania under 21 |
| Data                                                                            | Città                                                                           | In casa                                                                         | Risultato                                                                       | Ospiti                                                                          | Competizione                                                                    | Reti                                                                            | Note                                                                            |
| ------------------------------------------------------------------------------- | ------------------------------------------------------------------------------- | ------------------------------------------------------------------------------- | ------------------------------------------------------------------------------- | ------------------------------------------------------------------------------- | ------------------------------------------------------------------------------- | ------------------------------------------------------------------------------- | ------------------------------------------------------------------------------- |
| 25-3-2017                                                                       | Elbasan                                                                         | Albania under 21                                                                | 0 – 0                                                                           | Moldavia under 21                                                               | Amichevole                                                                      | -                                                                               | 66’                                                                             |
| 27-3-2017                                                                       | Tirana                                                                          | Albania under 21                                                                | 2 – 0                                                                           | Moldavia under 21                                                               | Amichevole                                                                      | -                                                                               | 54’                                                                             |
| 5-6-2017                                                                        | Tirana                                                                          | Albania under 21                                                                | 0 – 3                                                                           | Francia under 21                                                                | Amichevole                                                                      | -                                                                               | 69’                                                                             |
| 12-6-2017                                                                       | Elbasan                                                                         | Albania under 21                                                                | 0 – 0                                                                           | Estonia under 21                                                                | Qual. Europeo Under-21 2019                                                     | -                                                                               | 46’                                                                             |
| 23-3-2018                                                                       | Tirana                                                                          | Albania under 21                                                                | 2 – 3                                                                           | Slovacchia under 21                                                             | Qual. Europeo Under-21 2019                                                     | -                                                                               | 51’                                                                             |
| 27-3-2018                                                                       | Žilina                                                                          | Slovacchia under 21                                                             | 4 – 1                                                                           | Albania under 21                                                                | Qual. Europeo Under-21 2019                                                     | -                                                                               | 60’                                                                             |
| 28-5-2018                                                                       | Elbasan                                                                         | Albania under 21                                                                | 0 – 2                                                                           | Bosnia ed Erzegovina under 21                                                   | Amichevole                                                                      | -                                                                               | 46’                                                                             |
| 23-3-2019                                                                       | Elbasan                                                                         | Albania under 21                                                                | 1 – 2                                                                           | Turchia under 21                                                                | Qual. Europeo Under-21 2021                                                     | -                                                                               | cap. 84’                                                                        |
| 26-3-2019                                                                       | Andorra la Vella                                                                | Andorra under 21                                                                | 2 – 2                                                                           | Albania under 21                                                                | Qual. Europeo Under-21 2021                                                     | -                                                                               | cap.                                                                            |
| 7-6-2019                                                                        | Istanbul                                                                        | Turchia under 21                                                                | 2 – 2                                                                           | Albania under 21                                                                | Qual. Europeo Under-21 2021                                                     | -                                                                               | cap.                                                                            |
| 9-6-2019                                                                        | Tirana                                                                          | Albania under 21                                                                | 2 – 1                                                                           | Galles under 21                                                                 | Amichevole                                                                      | -                                                                               | 69’                                                                             |
| 11-6-2019                                                                       | Durazzo                                                                         | Albania under 21                                                                | 3 – 1                                                                           | Galles under 21                                                                 | Amichevole                                                                      | -                                                                               | cap.                                                                            |
| 15-10-2019                                                                      | Elbasan                                                                         | Albania under 21                                                                | 2 – 1                                                                           | Kosovo under 21                                                                 | Qual. Europeo Under-21 2021                                                     | -                                                                               | cap. 61’                                                                        |
| 15-11-2019                                                                      | Scutari                                                                         | Albania under 21                                                                | 0 – 3                                                                           | Inghilterra under 21                                                            | Qual. Europeo Under-21 2021                                                     | -                                                                               | cap. 85’                                                                        |
| 4-9-2020                                                                        | Ried im Innkreis                                                                | Austria under 21                                                                | 1 – 5                                                                           | Albania under 21                                                                | Qual. Europeo Under-21 2021                                                     | 1                                                                               | cap. 83’                                                                        |
| 8-9-2020                                                                        | Elbasan                                                                         | Albania under 21                                                                | 3 – 1                                                                           | Andorra under 21                                                                | Qual. Europeo Under-21 2021                                                     | -                                                                               | cap.                                                                            |
| Totale                                                                          |                                                                                 | Presenze                                                                        | 16                                                                              |                                                                                 | Reti                                                                            | 1                                                                               |                                                                                 |

## Palmarès

### Club

#### Competizioni nazionali
- Coppa d'Albania: 1

Teuta: 2019-2020
- Supercoppa d'Albania: 1

Teuta: 2021
- Supercoppa di Romania: 1

Sepsi: 2023